# St. Georg (Rottenburg an der Laaber)

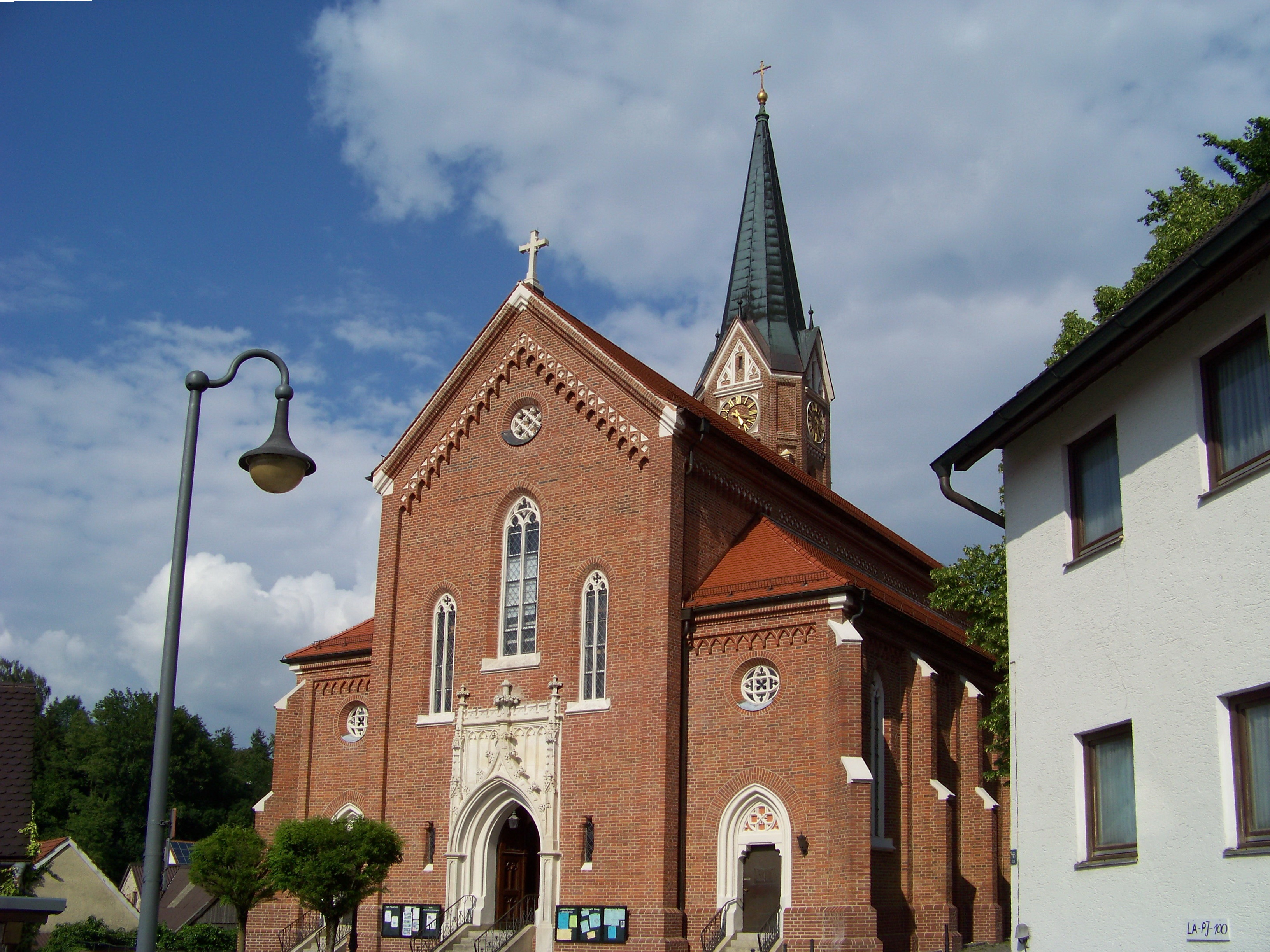
Außenansicht der Pfarrkirche St. Georg von Südwesten

Die römisch-katholische Pfarrkirche St. Georg in Rottenburg an der Laaber, einer Kleinstadt im niederbayerischen Landkreis Landshut, ist eine dreischiffige Pseudobasilika, die in den Jahren 1868/69 im neugotischen Stil erbaut wurde. Das Gotteshaus liegt auf einer Anhöhe oberhalb des Stadtkerns. Die Pfarrei St. Georg bildet zusammen mit den Pfarreien Mariä Himmelfahrt in Oberhatzkofen und Mariä Lichtmess in Inkofen die Pfarreiengemeinschaft Rottenburg/Laaber.

## Geschichte

### Pfarrgeschichte
Die Pfarrei Rottenburg ging aus einem Urkloster der Diözese Regensburg im fünf Kilometer nordöstlich gelegenen Münster hervor. Ein Regensburger Bischof dürfte die dortige Kirche im 8. Jahrhundert gegründet haben. Münster fiel den Ungarneinfällen und der Säkularisation Herzog Arnulfs I. zum Opfer. Anstelle des Klosters entstand im 11. Jahrhundert durch die Herren von Roning die Pfarrei St. Peter. Unter den niederbayerischen Herzögen wurde der Pfarrsitz um 1300 zunächst von Münster nach Gisseltshausen verlegt. Dort ist für die Jahre 1326, 1347 und 1373 eine Pfarrei urkundlich belegt. Die dortige Kirche St. Ulrich in Gisseltshausen entstand wohl bald nach der Heiligsprechung des Kirchenpatrons Ulrich von Augsburg im Jahr 993 als grundherrliche Eigenkirche des dort ansässigen Adels.
Nachdem gegen Ende des 14. Jahrhunderts ein Gerichtssitz in Rottenburg errichtet und der Markt von Roning nach Rottenburg verlegt worden war, gelangte aufgrund der wachsenden Bedeutung Rottenburgs auch der Pfarrsitz im 15. Jahrhundert dorthin. Zwar ist in den Diözesanbeschreibungen von 1559 und 1590 erneut von einer Pfarrei St. Peter in Münster die Rede, aber spätestens seit 1666 ist Rottenburg anerkannter Pfarrsitz, während die Kirche St. Peter in Münster als „alte Pfarrkirche“ bezeichnet wird.

### Baugeschichte
Die Kirche St. Georg in Rottenburg wurde im Jahr 1397 erstmals urkundlich erwähnt, als Margaretha, die Witwe des Bürgers Conrad Wirth, ein Benefizium auf dem Frauenaltar stiftete. 1625 und 1640 wurde jeweils zum Wiederaufbau des (wahrscheinlich im Zuge des Dreißigjährigen Krieges) abgebrannten Kirchturms ein Kredit aufgenommen. 1666 wurden die drei Altäre der Marktkirche geweiht: St. Georg, St. Maria sowie St. Katharina und Barbara. Beim Marktbrand von 1669 wurde der Turm samt Glocken abermals durch einen Brand zerstört. Auch die erst kürzlich neu geweihten Altäre und das Kirchengestühl erlitten dabei Schaden. Um den Zuschlag für die Wiederherstellungsarbeiten bewarben sich der Rottenburger Maurermeister Hans Ster und der Pfeffenhausener Zimmerermeister Hunglinger. Auch wurde 1673 ein neuer Hochaltar aufgestellt, den der Schreiner Hans Christoph Groß und der Maler Bartholomäus Groß, beide aus Geiselhöring, geschaffen hatten.
Eine von Pfarrer Stadelberger († 1697) vorbereitete Erweiterung der Kirche wurde nach seinem Tod durchgeführt. Dabei wurde unter anderem eine Seitenkapelle zu Ehren der heiligen Maria von Glattau angebaut. Im Jahr 1701 wurde der vergrößerte Kirchenbau neu geweiht. 1716 führte der Zimmerermeister Bartholomäus Gaißritter aus Niedereulenbach eine Dachreparatur an einer Seitenkapelle aus. 1724 waren vier Altäre vorhanden: St. Georg, St. Maria, St. Anton und St. Joseph. Etwa um dieselbe Zeit erbaute Franz Mitterreither aus Landshut eine neue Orgel. 1747 deckte Johannes Gaißritter, Zimmermeister aus Pfeffenhausen, die barocke Turmkuppel neu mit Schindeln ein. In den Jahren 1762 bis 1764 stellten die Schreiner Amantius Feldpöckh aus Rottenburg und Johann Jakob Saxinger aus Pfeffenhausen zwei neue Seitenaltäre und eine Kanzel her. Diese wurden von dem Rottenburger Maler Johann Anton Schweinhuber gefasst. Die Schnitzarbeiten stammten von dem Rottenburger Bildhauer Felix Pämmer. 1776 besserte der Rottenburger Maurermeister Joseph Dirlinger junior schwere Schäden an der Stuckdecke aus.
Da zuvor nur in Gisseltshausen und Münster ein Friedhof bestand, wurde 1830/31 an der Stelle der ehemaligen Burganlage (auf dem südöstlich der Pfarrkirche ansteigenden Berg gelegen) der bis heute bestehende Bergfriedhof eingerichtet. 1854 wurden noch Reparaturen an der Turmuhr durchgeführt. Bereits 1868 brach man die alte Pfarrkirche ab. Unter Pfarrer Josef Söllner, der in Rottenburg von 1853 bis 1887 tätig war, entstand an der Stelle der alten Kirche das heutige neugotische Gotteshaus. 1867 waren von der Baubehörde verschiedene Alternativstandorte für den Neubau vorgeschlagen wurden, unter anderem angrenzend an den Bergfriedhof anstelle der ehemaligen Burganlage. Ein vergleichbarer Standort wurde wenige Jahre zuvor bereits beim Neubau der Pfarrkirche St. Nikolaus in Abbach umgesetzt. Die Planung der Neubaus verantwortete bekannte Architekt und „Civilbau-Inspektor“ bei der Regierung von Niederbayern, Leonhard Schmidtner. Die Bauausführung überwachte der ortsansässige, damals erst 24-jährige Zimmerermeister Carl Stapfer. Im Juni 1868 fand die Grundsteinlegung statt, im November 1869 waren die Arbeiten weitgehend abgeschlossen. Die Altäre und die Kanzel wurden 1871 von dem Landshuter Bildhauer Michael Mayer geschaffen. Die Kirchweihe erfolgte am 5. Mai 1873 durch den Regensburger Bischof Ignatius von Senestrey.
Teil des Nachlasses von Pfarrer Söllner († 1891) war eine Stiftung in Höhe von 5300 Mark für die Pfarrkirche. Mit dieser Geldsumme wurde 1892 die Ausmalung der Pfarrkirche durch den Straubinger Maler Michael Hafner finanziert. 1906 wurde die elektrische Beleuchtung eingerichtet und eine neue Orgel bei Ludwig Edenhofer junior aus Deggendorf in Auftrag gegeben. 1927 erhielt die Pfarrei zwei zusätzliche Glocken aus der Werkstatt von Johann Hahn in Landshut. Nachdem diese im Zweiten Weltkrieg eingezogen worden waren, bestellte man 1948 alle fünf neuen Glocken bei Johann Hahn. Bereits ein Jahr zuvor wurde das alte Deckengemälde im Mittelschiff abgeschlagen und die Kirche durch den Rottenburger Malermeister Anton Bauer neu ausgemalt. Pfarrer Michael Seidl ließ im Marienjahr 1954 einen neuen Marienaltar errichten. 1970 wurde das Kirchendach erneuert, 1976 ein neues Gestühl eingebaut. Am 23. Mai 1982 wurde die heutige Orgel, ein Werk des Münchener Orgelbauers Guido Nenninger, in einem Festgottesdienst geweiht. Noch im selben Jahr wurden nach der Idee des damaligen Pfarrers Roman Jobst aus der alten Kommunionbank der Volksaltar und der Ambo gefertigt. Die letzte durchgreifende Innenrenovierung wurde 1985 durchgeführt, in den Jahren 1989/90 erfolgt eine Außenrenovierung. Im Jahr 2010 wurde schließlich eine Dachsanierung durchgeführt.

## Architektur

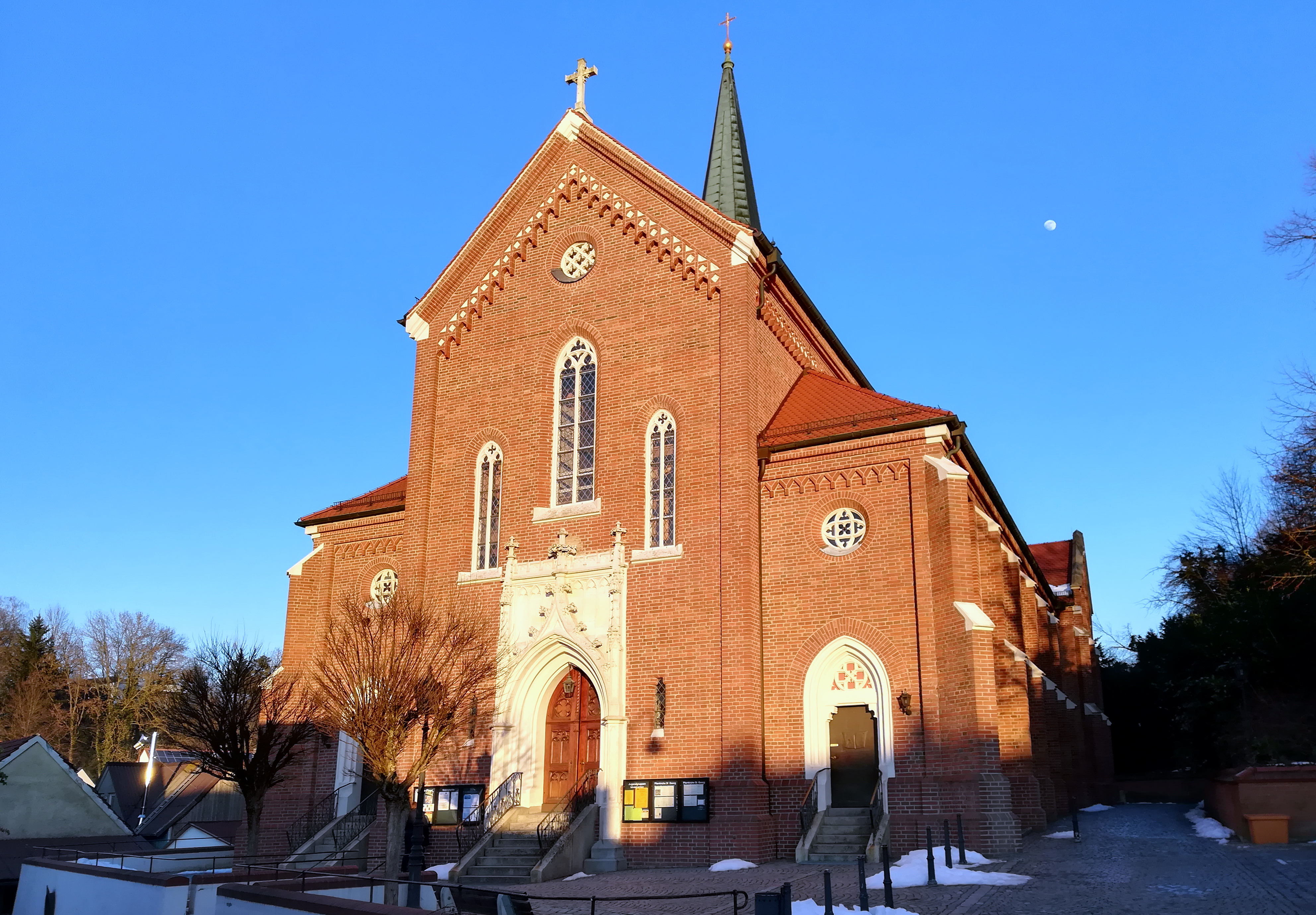
Westfassade

### Außenbau
Die nach Osten ausgerichtete Kirche ist eine dreischiffige, neugotische Pseudobasilika, die allerdings oft auch als Staffelhalle eingeordnet wird. Da die Seitenschiffe aber deutlich vom Mittelschiff abgesetzt sind und somit eigenständige Gebäudeteile darstellen, ist diese Einordnung nicht zutreffend. Während das Mittelschiff mit dem Chor unter einem gemeinsamen Satteldach vereinigt ist, besitzen die Seitenschiffe separate Pultdächer, die im Westen abgewalmt sind. Das Langhaus erstreckt sich über sechs Joche, der Chor in Mittelschiffbreite umfasst drei Joche und einen dreiseitigen Schluss. Die Seitenschiffe besitzen auf der Ostseite gerade Stirnwände. An den Chor ist nördlich der Turm, südlich die zweigeschossige Sakristei unter einem Quersatteldach angebaut.
Der unverputzte Backsteinbau ist außen durch einmal abgesetzte Strebepfeiler entlang des Chores und der Seitenschiffe, einen umlaufenden Sockel und einen Spitzbogenfries gegliedert. Letzterer tritt an Mittelschiff und Chor deutlicher hervor. Die Westfassade mit dem zweiflügeligen Hauptportal und den beiden mit Kupfer verkleideten Seitenportalen wird von einem Kreuz auf dem Dachfirst bekrönt. Alle drei Portale sind spitzbogig ausgeführt und besitzen gestufte Gewände, das Hauptportal ist mit Fialen und Kreuzblumen bekrönt. Die ebenfalls spitzbogigen, zweibahnigen Maßwerkfenster sind mit Vierpassornamenten verziert.
Der nördliche, 48 Meter hohe Chorflankenturm besitzt einen quadratischen Unterbau, der von einmal abgesetzten Eckstreben und einem abschließenden Zinnenfries gegliedert wird. Der an den Kanten abgeschrägte Aufsatz, der ebenfalls mit Eckstreben verziert ist, enthält den Glockenstuhl. Über den allseitigen spitzbogigen Schallöffnungen befindet sich jeweils ein Ziffernblatt der Turmuhr. Vier mit Maßwerk verzierte Dreiecksgiebel vermitteln den Übergang zu dem bekrönenden Spitzhelm mit Kugel und Kreuz.

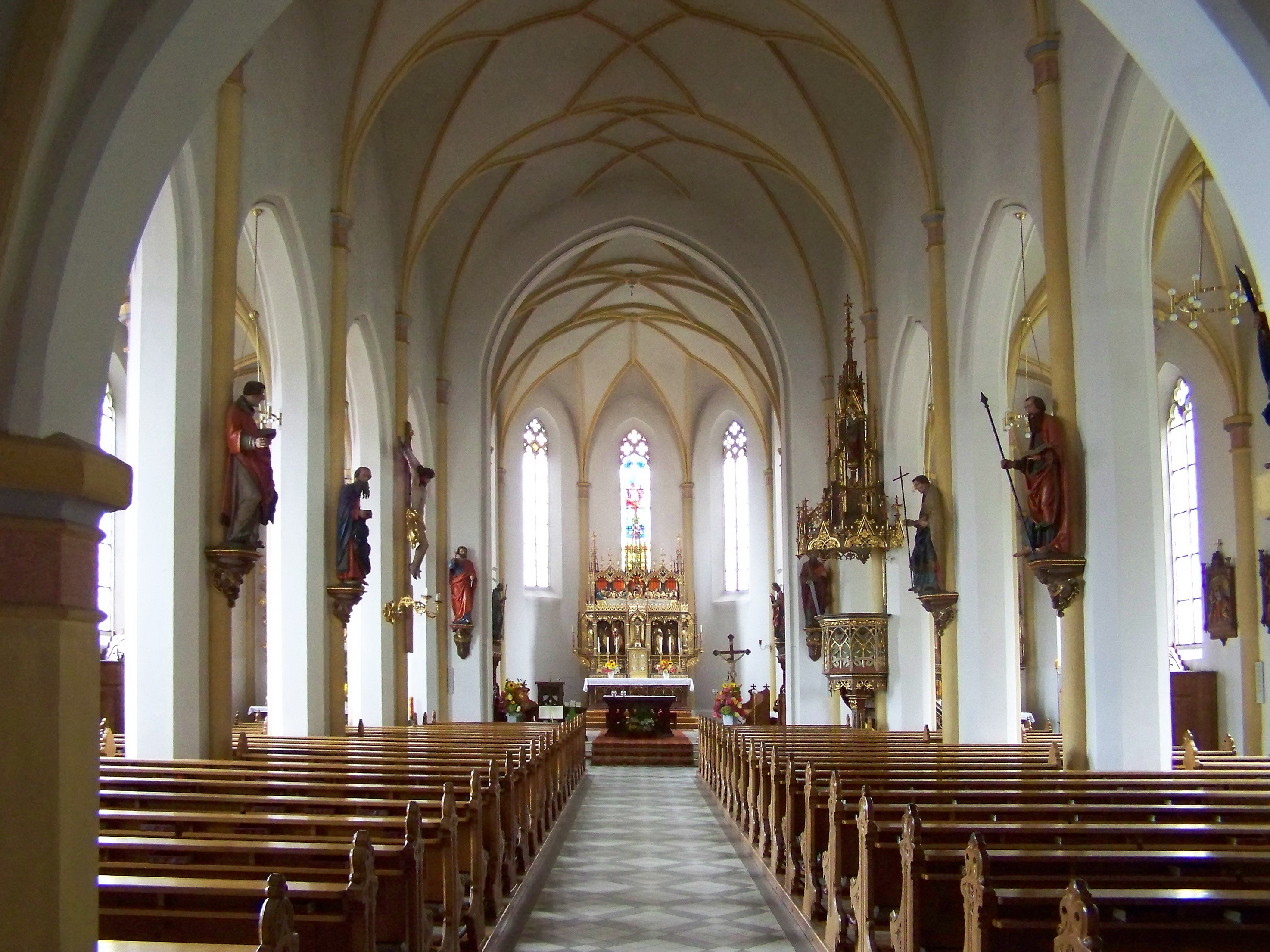
Mittelschiff und Blick in den Altarraum

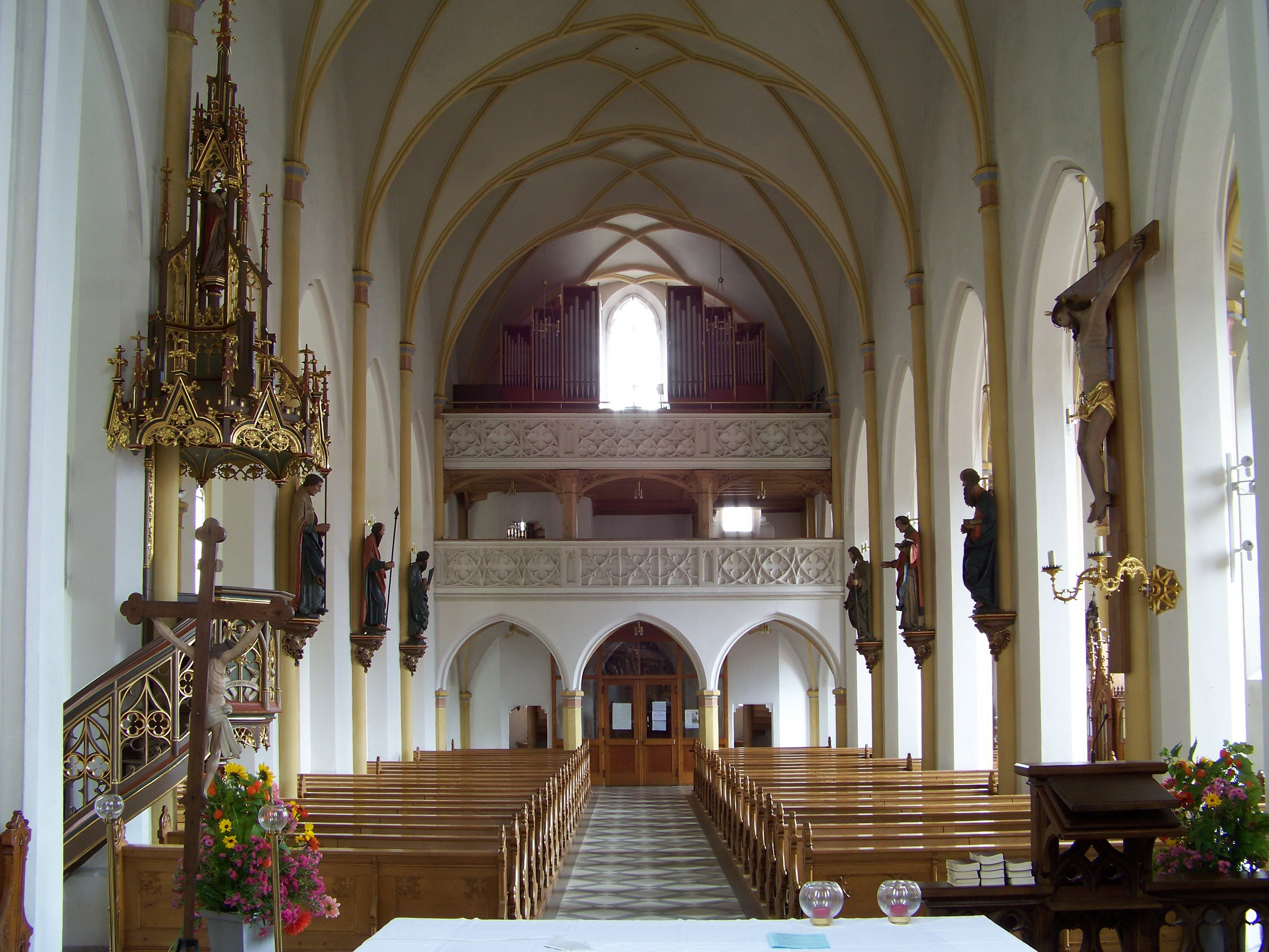
Mittelschiff mit Kanzel und Westempore

### Innenraum
Der Innenraum wird von neugotischen Sterngewölben mit runden Schlusssteinen überspannt. Deren birnstabförmige Rippen entspringen aus halbrunden Wanddiensten mit profilierten Kapitellen. Ansonsten sind die Wände ohne Gliederung. Der Chorbogen, die Schildbögen und die Übergänge zwischen den Schiffen sind spitzbogig ausgeführt. Die mächtigen Pfeiler, die die drei Schiffe trennen, sind an den Kanten gefast. Da es sich um eine Pseudobasilika handelt, ist kein Obergaden vorzufinden. Der Altarraum ist gegenüber dem Langhaus um drei Stufen erhöht. Das westliche Langhausjoch wird in der ganzen Breite von einer Doppelempore überspannt, deren Brüstungen mit neugotischem Blendmaßwerk verziert sind. Auf dem oberen Emporengeschoss ist die Orgel untergebracht. Der Zugang zu den Emporen erfolgt über zwei Wendeltreppen, die zu beiden Seiten des Hauptportals angeordnet sind.

## Ausstattung

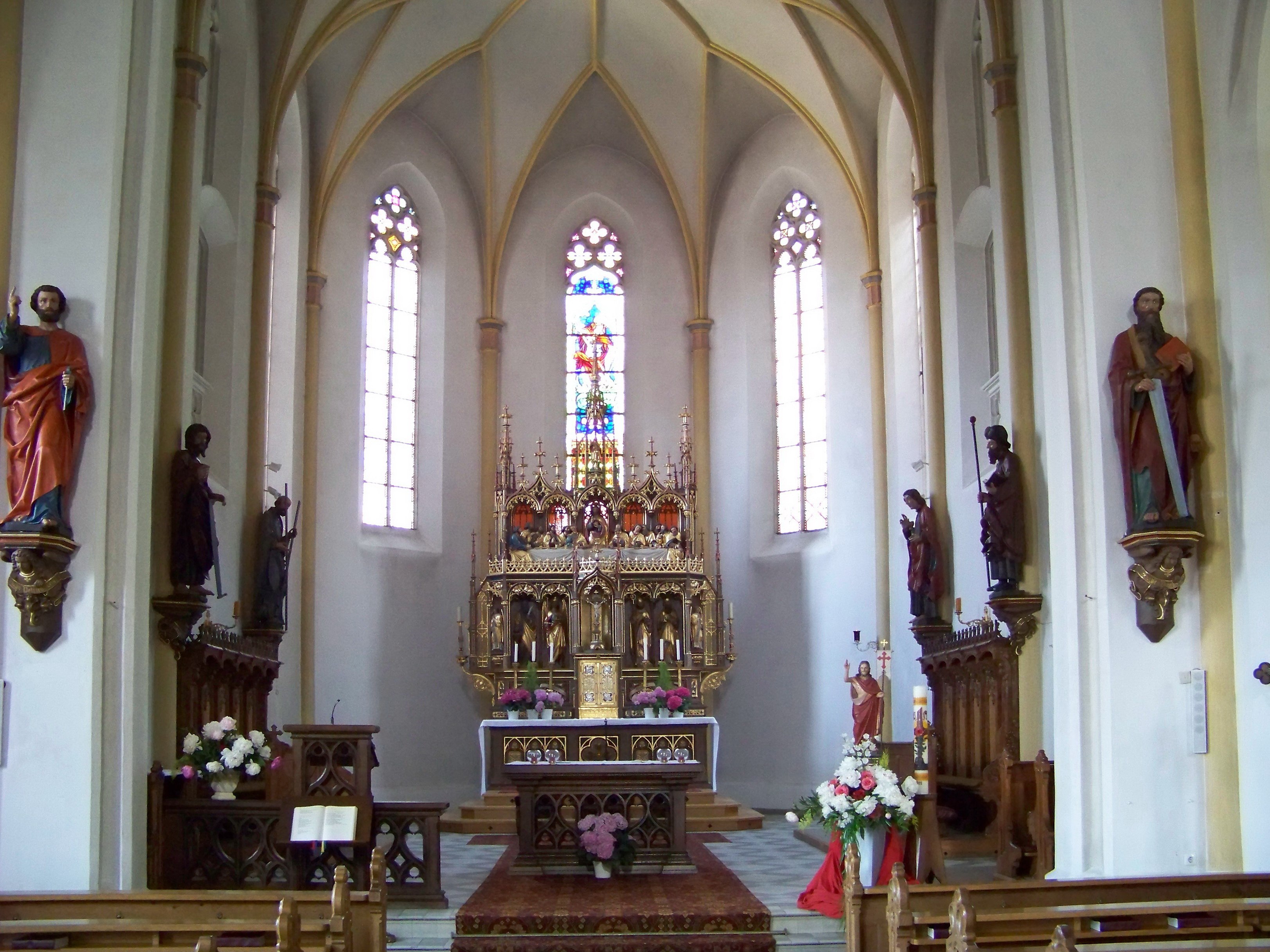
Altarraum mit Hochaltar, Volksaltar und Ambo

### Hochaltar
Der neugotische Hochaltar enthält einen vergoldeten Tabernakel mit Aussetzungsnische, der von kleinen Figuren (von links nach rechts) des Abraham, Michael, Nikolaus und Melchisedech in entsprechenden Nischen flankiert wird. Darüber befindet sich eine reliefartige Darstellung Jesu und der zwölf Apostel beim letzten Abendmahl. Der Altar ist mit zahlreichen Fialen verziert, die allesamt von Kreuzblumen bekrönt sind.

### Seitenaltäre
Die beiden Seitenaltäre sind an den Stirnwänden der Seitenschiffe aufgestellt.
Der nördliche (linke) Seitenaltar stammt aus dem Jahr 1954 und ist der heiligen Maria gewidmet. Neben Mensa und Tabernakel umfasst er lediglich eine lebensgroße, barocke Marienfigur mit Kind, die 1705 von dem Bildhauer Schober aus Helchenbach geschaffen wurde. Die Figur ist von einem Strahlenkranz hinterfangen. Das umgebende, vergoldete Holzrankwerk stellt auf Medaillons sieben Symbole aus der Lauretanischen Litanei dar (im Uhrzeigersinn, beginnend links unten): Du Sitz der Weisheit, Du geistliches Gefäß, Du geistliche Rose, Du elfenbeinerner Turm, Du goldenes Haus, Du Arche des Bundes, Du Pforte des Himmels.
Der südliche (rechte) Seitenaltar ist wie der Hochaltar ein neugotischer Schreinaltar und ist ebenfalls mit neugotischem, vergoldetem Holzmaßwerk und Fialen verziert. Über der Mensa befindet sich in einer Nische die Hauptfigur, eine Herz-Jesu-Darstellung. Diese wird von Figuren der Heiligen Johannes Nepomuk (links) und Franz Xaver (rechts) flankiert. Darüber steht in einer weiteren Nische eine Figur des heiligen Kastulus.

### Spätgotische Holzfiguren
Abgesehen von den neugotischen Stücken sind vor allem die lebensgroßen spätgotischen Figuren von zehn Aposteln interessant. Sie dürften aus der Zeit um 1530/40 stammen und stehen stilistisch am Übergang zwischen Spätgotik und Renaissance. Von der Machart her ähneln sie den Figuren des oberbayerischen Meisters von Rabenden. Tatsächlich wurden sie wohl in Nandlstadt gefertigt. Die beiden fehlenden Figuren von Petrus und Paulus wurden durch neugotische Statuen ersetzt.
Die Figuren stehen auf Kopfkonsolen. Sie sind an den Wänden im Chor (Johannes, Jakobus der Ältere, Simon, Andreas), zu beiden Seiten des Chorbogens (Petrus, Paulus) und an den Pfeilern im Mittelschiff (Jakobus der Jüngere, Philippus, Bartholomäus, Thaddäus, Thomas, Matthäus) angebracht.

### Übrige Ausstattung
Das Fenster im Chorscheitel besitzt als einziges ein Glasgemälde, auf dem der Kirchenpatron Georg als Drachentöter dargestellt ist. Auf beiden Seiten des Altarraums befindet sich ein neugotisches Chorgestühl mit je fünf Sitzen. Aus der neugotischen Kommunionbank wurden 1982 Volksaltar und Ambo angefertigt. Zur neugotischen Ausstattung gehören außerdem die Kreuzwegtafeln des Münchener Bildhauers Jakob Hofmann aus dem Jahr 1872, die als geschnitzte Reliefs ausgeführt sind.

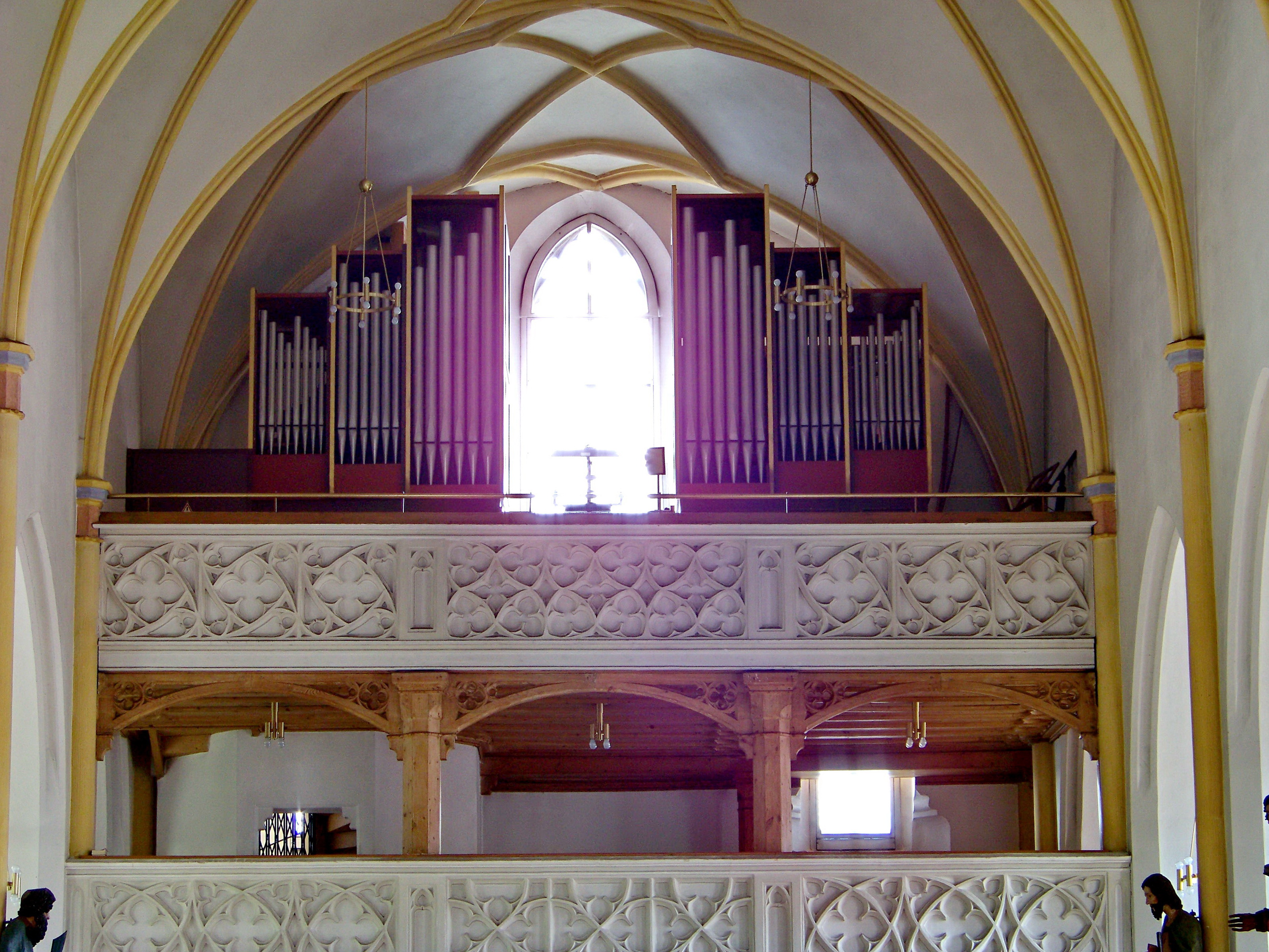
Nenninger-Orgel

### Orgel
Die erste Orgel, die in der Ende des 19. Jahrhunderts erbauten Kirche zum Einsatz kam, wurde aus dem Vorgängerbau übernommen. Das barocke Instrument wurde um 1725 von Franz Mitterreither aus Landshut erbaut. Im Jahr 1907 wurde es durch ein Instrument des Deggendorfer Orgelbauers Ludwig Edenhofer junior ersetzt. Das Kegelladeninstrument mit pneumatischen Spiel- und Registertrakturen umfasste insgesamt 15 Register auf zwei Manualen und Pedal. Es wurde 1982 wiederum ersetzt. Stattdessen wurde die heutige Orgel des Münchner Orgelbauers Guido Nenninger angeschafft. Das rein mechanische Schleifladeninstrument besitzt einen Freipfeifenprospekt und umfasst 22 Register auf zwei Manualen und Pedal. Dabei wurde das Pfeifenmaterial von sechs Registern vollständig von der Vorgängerorgel übernommen.
| I Hauptwerk |                |       |
| 1.          | Prinzipal      | 8′    |
| 2.          | Viola di Gamba | 8′    |
| 3.          | Quintatön      | 8′    |
| 4.          | Tibia          | 8′    |
| 5.          | Octave         | 4′    |
| 6.          | Mixtur IV      | 2 ⁄3′ |

| II Schwellwerk |                  |    |
| 7.             | Geigenprincipal  | 8′ |
| 8.             | Salicional       | 8′ |
| 9.             | Aeoline          | 8′ |
| 10.            | Vox coelestis    | 8′ |
| 11.            | Lieblich Gedeckt | 8′ |
| 12.            | Traversflöte     | 4′ |

| Pedal |        |     |
| 13.   | Subbaß | 16′ |
| 14.   | Violon | 16′ |
| 15.   | Cello  | 8′  |

- Koppeln: II/I, II/P, I/P, Super I, Sub I, Super II, Sub II
- Spielhilfen: Crescendo, Einsteller für Pedalmoderator, Calcantenglocke, Piano, Forte, Fortissimo, Auslöser

| I Hauptwerk C–g3 |                |       |
| 1.               | Principal      | 8′    |
| 2.               | Tibia          | 8′    |
| 3.               | Octave         | 4′    |
| 4.               | Flauto amabile | 4′    |
| 5.               | Schiwegel      | 2′    |
| 6.               | Sesquialter II | 2 ⁄3′ |
| 7.               | Mixtur V       | 1 ⁄3′ |
| 8.               | Trompete       | 8′    |

| II Schwellwerk C–g3 |                |            |
| 9.                  | Bleigedackt    | 8′         |
| 10.                 | Gambetta       | 4′         |
| 11.                 | Schwebung      | 4′         |
| 12.                 | Hornprincipal  | 4′         |
| 13.                 | Principal      | 2′         |
| 14.                 | Larigot        | 1′ + 1 ⁄3′ |
| 15.                 | Terzzimbel III | 2⁄5′       |
| 16.                 | Oboe           | 8′         |
|                     | Tremulant      |            |

| Pedal C–f1 |               |            |
| 17.        | Subbaß        | 16′        |
| 18.        | Octavbaß      | 8′         |
| 19.        | Gedecktbaß    | 8′         |
| 20.        | Choralbaß     | 4′ + 1 ⁄3′ |
| 21.        | Rauschwerk IV | 2 ⁄3′      |
| 22.        | Posaune       | 16′        |

- Koppeln: II/I, II/P, I/P

Anmerkungen:
1. 1 2 3 4 5 6  von der Vorgängerorgel (Edenhofer jun., 1907) übernommen

### Glocken
Nachdem die ursprünglichen Glocken der Pfarrkirche St. Georg im Winter 1942/43 zu Kriegszwecken abgegeben werden mussten, wurden 1948 fünf neue Glocken von Johann Hahn in Landshut gegossen. Das Hauptgeläut umfasst vier Glocken mit der Schlagtonfolge cis1–e1–fis1–a1. Die kleine Glocke ist dem heiligen Michael gewidmet, die beiden mittleren dem Pfarrpatron Georg. Die große Marienglocke dient als Festtagsglocke und trägt die Umschrift: Meine Stimme oh heilige Jungfrau her, / Erschalle dir zu Preis und Ehr, / Du aber mit dem Kinde lieb, / ganz Rottenburg deinen Segen gib.